# Distretto di Aïn Abid
Il distretto di Aïn Abid è un distretto della provincia di Costantina, in Algeria.

## Comuni
Il distretto di Aïn Abid comprende 2comuni:
- Aïn Abid
- Ibn Badis